# ارتم پاناسنکوف
ارتم پاناسنکوف (اوکراینی: Артем Андрійович Панасенков؛ زادهٔ ۵ نوامبر ۱۹۹۸) بازیکن فوتبال اهل اوکراین است.